# Cừu Zulu
Bản mẫu:Thông tin động vật breed
Cừu Zulu là một giống cừu có nguồn gốc từ Nam Phi và chủ yếu được nuôi bởi nông dân vùng nông thôn ở tỉnh KwaZulu-Natal. Giống cừu này được chăn nuôi chủ yếu với mục đích làm nguồn thực phẩm và nguồn thu nhập thu nhập cho nông dân nghèo. Nó thuộc về loại cừu Nguni cùng với các giống cừu khác như cừu Pedi và cừu Swazi.

## Sức khỏe
Cừu Zulu có nhiều thích nghi giúp chúng tồn tại trong điều kiện tự nhiên khắc nghiệt của KwaZulu-Natal. Các nghiên cứu khoa học đã cho thấy tác động tiêu cực đến sức khỏe thể chất của cừu Zulu. Điều này có thể được ghi nhận vào hệ thống miễn dịch tăng của cừu Zulu và khả năng sống sót của chúng với chế độ ăn nhỏ hơn so với cừu khác ở KwaZulu-Natal. Nghiên cứu cũng phát hiện ra rằng tỷ lệ tử vong của đàn cừu Zulu là gần một phần ba. Thống kê này được tìm thấy bởi nhà khoa học sau khi khảo sát nông dân địa phương KwaZulu-Natal, các nông dân này đã tuyên bố tỷ lệ tử vong của những con cừu giống này xảy ra trong thời gian khoảng 4 đến 12 tháng tuổi.

## Chăm sóc
Nông dân chăn nuôi cừu Zulu cố gắng sử dụng kiến thức của họ về các bài học bản địa khác nhau để giúp họ chăm sóc cho vật nuôi. Một số nông dân KwaZulu-Natal sẽ sử dụng một số loại lá và thực vật có nguồn gốc từ đất để giúp nâng cao số lượng sinh sản của loài cừu Zulu. Hai nguồn thức ăn chính cho cừu Zulu là ngô và cỏ khô.